# Pallavicinia lyellii
Pallavicinia lyellii é uma espécie de planta do gênero Pallavicinia e da família Pallaviciniaceae. 

## Forma de vida
É uma espécie corticícola, epixila, rupícola, litófita, terrícola, talosa e formadora de tapete. 

## Descrição
Gametófitos talosos, verdes ou verde-claros, com 3-6 centímetros de comprimento, largos, margens inteiras ou irregularmente lobadas, pouco onduladas. Nervura central com um fita central de células lignificadas de paredes espessas, estreitas. Margem do talo bordeado por 1-2 fileiras de células retangulares, estreitas, com papilas mucilaginosas abundantes formada 2-3 células. Dióicos. Possui cápsula cilíndrica marrom-avermelhada. Esporos marrom-avermelhados, reticulados. 

## Conservação
A espécie faz parte da Lista Vermelha das espécies ameaçadas do estado do Espírito Santo, no sudeste do Brasil. A lista foi publicada em 13 de junho de 2005 por intermédio do decreto estadual nº 1.499-R. 

## Distribuição
A espécie é encontrada nos estados brasileiros de Acre, Amazonas, Bahia, Ceará, Distrito Federal, Espírito Santo, Goiás, Minas Gerais, Mato Grosso do Sul, Mato Grosso, Pará, Paraná, Rio de Janeiro, Rio Grande do Sul, Santa Catarina, São Paulo e Tocantins. 
Em termos ecológicos, é encontrada nos  domínios fitogeográficos de Floresta Amazônica, Cerrado, Mata Atlântica e Pantanal, em regiões com vegetação de cerrado, mata ciliar, floresta de terra firme, floresta ombrófila pluvial e mata de araucária.